# Droid (группа)
Droid (иногда встречается написание -D-R-O-I-D- или DROID, как на их официальном логотипе) — американская группа из Лонг-Бич (Калифорния), играющая в стиле грув-метал/металкор.

## История
Группу Droid на живом выступлении в ночном клубе Whiskey-A-Go-Go заметил Джеймс «Munky» Шаффер, после чего группа подписала контракт с лейблом Emotional Syphon Recordings. В 2003 году Droid выступали с группами Korn и Limp Bizkit в совместном туре «Back 2 Basic’s», а в 2006 и 2007 в рамках тура Family Values Tour. Также музыканты группы участвовали в Fieldy’s Dreams, проекте «Филди», басиста группы Korn. Посетители сайта The Gauntlet путём голосования выбрали Droid группой года 2007; клип на песню «Fueled By Hate» занял № 11 в хит-параде лучших клипов 2007 года в Headbangers Ball на канале MTV2.
Недавно было объявлено, что басист Duke покидает группу, на его место приходит новый басист Райан Бёрчфилд, при его участии Droid выпускают сингл «Condemn the Weak», доступный для свободного скачивания на официальном сайте группы.

## Дискография
| Title            | Release date  | Label                       |
| ---------------- | ------------- | --------------------------- |
| Swallow the Cure | 2003          | Emotional Syphon Recordings |
| Droid            | 10 июля, 2007 | Emotional Syphon Recordings |
| TBA              |               |                             |

## Состав

### Нынешние участники
- Джеймс «Бадди» Изон (англ. James «Buddy» Eason) — вокал
- Джэми Тэйссер (англ. Jamie Teissere) — гитара
- Брюс Чайлдресс (англ. Bruce Childress) — гитара
- Ник МакУэллс (англ. Nick McWells) — ударные
- Райан Бёрчфилд (англ. Ryan Burchfield) — бас-гитара

### Бывшие участники
- Дюк (англ. Duke) — бас-гитара (1997—2007)